# Piper camptostachys
Piper camptostachys är en pepparväxtart som beskrevs av Ignatz Urban. Piper camptostachys ingår i släktet Piper och familjen pepparväxter. Inga underarter finns listade i Catalogue of Life.